# Philipp Weber von Ebenhof
JUDr. Philipp svobodný pán Weber von Ebenhof (JUDr. Philipp Freiherr Weber von Ebenhof) (30. dubna 1818, Cerhenice – 21. července 1900, Linec) byl rakouský politik a státní úředník. Po absolutoriu práv na Karlo-Ferdinandově univerzitě začal pracovat jako státní úředník, v době Bachova absolutismu působil v policejních složkách. V roce 1869 byl povýšen na barona a poté dvacet let zastával funkci místodržitele v různých částech rakousko-uherské monarchie. Byl místodržitelem v Dolních Rakousích (1870–1872), na Moravě (1872–1874), v Čechách (1874–1881) a nakonec v Horním Rakousku (1881–1889).

## Kariéra
Narodil se v Cerhenicích u Kolína, kde jeho otec Jakub Weber působil jako panský správce. Po absolvování gymnázia na Malé Straně studoval práva na Karlově univerzitě, do státních služeb vstoupil v roce 1838 jako konceptní praktikant u krajského úřadu v Čáslavi. V letech 1846–1849 působil jako úředník u zemského gubernia v Praze a v letech 1849–1850 byl krátce okresním hejtmanem ve Vysokém Mýtě. V roce 1850 byl zástupcem policejního ředitele a městského hejtmana v Praze, v době Bachova absolutismu zastával v Praze funkci policejního rady I. třídy. Mezitím byl v roce 1853 adoptován svým strýcem, chrudimským krajským hejtmanem Václavem Weberem z Ebenhofu (1781–1865), a přijal jeho šlechtický titul s predikátem z Ebenhofu. V letech 1858–1859 byl v Praze místodržitelským radou.
V roce 1859 přesídlil do Vídně, kde byl v letech 1859–1860 policejním ředitelem, zároveň byl jmenován dvorním radou. Poté přestoupil na nově zřízené ministerstvo policie, kde byl postupně ministerským radou (1860–1864) a sekčním šéfem (1864–1865). Po zrušení ministerstva policie setrval ve Vídni na dolnorakouském místodržitelství, kde působil jako viceprezident (1865–1868) a po rezigaci dosavadního místodržitele hraběte Gustava Ignáce Chorinského z Ledské jako správce místodržitelství (1868–1870). V roce 1869 byl při příležitosti udělení Řádu žlezné koruny povýšen do stavu svobodných pánů a v letech 1870–1872 byl dolnorakouským místodržitelem. V roce 1872 byl jmenován c.k. tajným radou a v letech 1872–1874 byl místodržitelem na Moravě. Poté se po delší době vrátil do Prahy a v letech 1874–1881 byl místodržitelem Českého království. V roce 1881 nezvládl eskalaci česko-německého napětí v souvislosti s rozdělením Karlovy univerzity na českou a německou část, byl odvolán a nahrazen generálem Alfredem Krausem. Svou kariéru završil jako místodržitel v Horních Rakousích (1881–1889). Při příležitosti 50. výročí ve státní službě obdržel velkokříž Leopoldova řádu (1888) a v roce 1889 odešel do výslužby. Ve svých místodržitelských funkcích usiloval o průmyslový a dopravní rozvoj jednotlivých zemí. Dožil v soukromí v Linci.
Kromě uvedených vyznamenání získal také Řád Františka Josefa (1874), ruský Řád sv. Anny (1875) a bavorský Záslužný řád sv. Michaela (1887).

## Rodina
V roce 1853 se v Praze oženil s Emmou Lorenzovou (1831–1920), dcerou statkáře ze západních Čech Wilhelma Wenzela Lorenze. Jejich synové Alfred (1854–1919), Emerich (1855–1880) a Wenzel (1860–1900) sloužili v armádě a u námořnictva.
Philippův mladší bratr Ferdinand Weber (1819–1893) byl profesorem lékařství a ředitelem zemské porodnice v Praze. Další bratři se uplatnili ve státních službách, Ernst Weber von Ebenhof (1829–1893) působil na několika ministerstvech, naposledy byl dlouholetým sekčním šéfem na ministerstvu orby, byl c.k. tajným radou a v roce 1880 získal titul svobodných pánů. Nejmladší bratr Moritz Weber von Ebenhof (1824–1905) byl dlouholetým okresním hejtmanem v Plané (1868–1879).